# FTampa
Felipe Augusto Ramos 
(Conselheiro, Brasil, 2 de junio de 1986) más conocido como FTampa' o TZ da Coronel II es un DJ, y productor brasileño orientado al electro house y progressive house.

## Carrera
FTampa aprendió pronto a tocar la guitarra y el teclado, ya los 13 años ya tenía su primera banda de rock. Después de mudarse a Belo Horizonte, Minas Gerais desistió de la música para dedicarse al marketing, empezando a trabajar para el supermercado Grupo Super Nuestro. En 2010 un amigo le dio la idea de crear música electrónica ya que es más fácil de producir que una banda de apoyo.
Su nombre artístico proviene de su apodo "tampa", que en portugués significa de estatura baja, 
El 24 de julio de 2016, Ftampa se convirtió en el primer brasileño en presentarse en el escenario principal de Tomorrowland, el mayor festival de música electrónica del mundo en Bélgica.

## Sencillos
- 2012: "Brazealand" (con  Ryan Enzed)
- 2012: "We Are The Real Motherfuckers" (con Alex Mind)
- 2013: "Chaos"
- 2013: "Run Away" (Vocal & Instrumental Mix)
- 2013: "Kick It Hard"
- 2013: "Do It Yourself" (con Paniet)
- 2013: "Hero / Make Some Noise EP"
- 2013: "Yes" (con Vandalism)
- 2014: "Twice"
- 2014: "Falcon" (con Bruno Barudi)
- 2014: "Kismet" (con Goldfish & Blink)
- 2014: "Samba" (con Klauss Goulart)
- 2014: "97" (con Kenneth G)
- 2014: "5 days"
- 2014: "Slammer" (con Quintino)
- 2015: "Slap" (con Felguk)
- 2015: "Troy" (con WAO)
- 2015: "031" (con The Fish House)
- 2015: "That Drop"
- 2015: "Strike It Up"
- 2015: "Lifetime" (con Sex Room)
- 2016: "Need You" (con Sex Room)
- 2016: "Stay" (con Amanda Wilson)
- 2016: "Our Way" (con Kamatos)
- 2017: "Love Is All We Need" (con Anne Marie)
- 2017: "Glowing"
- 2017: "Light Me Up"
- 2017: "You Gotta Be"
- 2018: "EDM Sux"
- 2018: "Who We Are"
- 2018: "Vibe Boa"
- 2019: "One Last Time (con Maggie Szabo)
- 2019: "What It Feels Like" (con Diskover)
- 2019: "Lakers" (con NUBS & The Otherz)
- 2019: "F.I.A"
- 2020: "InstaDJ"

### Remixes
- 2011: Cine- "#emchoque" (FTampa Remix)
- 2013: Hide and Scream - "Vitalic" (FTampa Remix)
- 2013: DJ Exodus, Leewise - "We Are Your Friends" (FTampa Remix)
- 2014: Avicii - "Jailbait" (FTampa Vicious21 Remix)
- 2014: R3hab feat. Trevor Guthrie - Soundwave (FTampa Remix)
- 2014: Darth & Vader - "Extermination" (FTampa Remix)
- 2015: Nervo - "Hey Ricky" (FTampa Remix)
- 2016: Tritonal, Steph Jones - "Blackout" (FTampa Remix)
- 2016: Cash Cash, Digital Farm Animals, Nelly - "Millionaire" (FTampa Remix)
- 2016: MAGIC! - "Red Dress" (FTampa Remix)
- 2016: Tinashe - "Superlove" (FTampa Remix)
- 2016: Britney Spears, G-Eazy - "Make Me..." (FTampa Remix)
- 2017: MAGIC! - Darts In the Dark (FTampa Remix)
- 2018: P!NK - Whatever You Want (FTampa Remix)
- 2019: Jagwar Twin - Loser (FTampa Remix)

- Datos: Q16940038